# Percnostola lophotes
Percnostola lophotes е вид птица от семейство Thamnophilidae. Видът е почти застрашен от изчезване.

## Разпространение
Видът е разпространен в Боливия, Бразилия и Перу.